# 森香澄の全部嘘テレビ
『森香澄の全部嘘テレビ』（もりかすみの ぜんぶうそテレビ）は、2024年10月3日（2日深夜）よりテレビ朝日で放送されているバラエティ番組。森香澄（元テレビ東京アナウンサー）の冠番組でもある。
詳細な放送時間は以下の通り（いずれもJST）。
- 木曜（水曜深夜）2:34 - 2:54（2024年10月3日（2日深夜） - 2025年3月27日（26日深夜）、『バラバラ大作戦』水曜第3部）
- 木曜（水曜深夜）2:17 - 2:36（2025年4月3日（2日深夜）[2] - 、『バラバラ大作戦』水曜第2部）

## 概要
あざとかわいい言動から「令和のあざと女王」と呼ばれる、元テレビ東京アナウンサーの森香澄がキャバクラ嬢、自宅断捨離、渋谷ナンパなど様々な企画に体を張って挑戦していく番組。しかし、これらはタイトルどおり、すべて“嘘”のようで、これまでやったことのないロケに苦しむ森香澄、怒る森香澄、テレビ初公開の私物や手料理など、虚実入り混じった内容を展開していく。
当初は、テレビ朝日の深夜帯に設けられている月替わりのバラエティ枠『バラバラマンスリー』にて、6月のラインナップの一つとして2024年6月4日（3日深夜） - 6月25日（24日深夜）に短期間放送。地上波の他に、TVerやABEMA、TELASAでの配信も行われ、さらにテレビ朝日の公式YouTubeチャンネル『動画、はじめてみました』では未公開動画に加えてショート動画の配信も実施された。後に視聴者からの反響を受ける形で、『バラバラ大作戦』の一番組としてレギュラー化された。

## 出演者
※便宜上、バラバラマンスリー版をM（マンスリー (Monthly) ）、およびスペシャル版をSP（Special）の略称と放送回数で表記する（後述のスタッフも同様）。
レギュラー
- 森香澄

ゲスト・その他の出演者
- 川口葵（M#4）
- 駒見直音（テレビ朝日アナウンサー、M#4）
- 柘植純一郎（俳優、#4） - コメンテーター・山田しげる 役[6]
- 金山将世（テレビ朝日ディレクター、#4） - 記者・金山将世 役
- ひょうろく（#5）
- すぎちょん（YouTuber、#8） - 放送翌日の11月22日に「嘘テレビの裏側」と題した2分32秒の動画がYouTube『すぎちょんちゃんねる』にて公開された[7][動 1]。
- なすなかにし（那須晃行・中西茂樹）（#9）
- 盛山晋太郎（見取り図）（#10・15）[8]
- 田中美久（SP#1・#15 - 17・42）[9][10]
- 鈴木拓（ドランクドラゴン）（SP#1・#15）[11]
- 東ブクロ（さらば青春の光）（SP#1・#15・16・28・29・38）[11][9]
- 山添寛（相席スタート）（SP#1・#15・35・40）[11]
- お見送り芸人しんいち（#13・22・31・37・38・41）
- 酒井貴士（ザ・マミィ）（#14・15）[12]
- 紅しょうが（熊元プロレス・稲田美紀）（#17・23 (熊元のみ) ）[10]
- 酒井健太（アルコ&ピース）（#18）
- 福田麻貴（3時のヒロイン）（#19・20・23・24）
- 中谷（マユリカ）（#19・20・27）
- 岡野陽一（#19 - 21）
- みなみかわ（#22・39）
- 鬼越トマホーク（金ちゃん・良ちゃん）（#22）
- 大島麻衣（#23）
- 矢口真里（#24）
- ENA（CYBERJAPAN DANCERS）（#24）
- 榎原依那（#24・33）
- 加納（Aマッソ）（#25・26）
- クロちゃん（安田大サーカス）（#25・26）
- 熊田曜子（#27）
- 清水あいり（#27）
- 中野周平（蛙亭）（#27）
- ゆきぽよ（#28）
- 金子きょんちぃ（ぱーてぃーちゃん）（#29）
- 春とヒコーキ（ぐんぴぃ・土岡哲朗）（#30・35・40）
- 北野日奈子（#30）
- リンダカラー∞（Den・たいこー・りなぴっぴ）（#30 (りなぴっぴのみ) ・33）
- 風吹ケイ（#31・32・34・37）
- きしたかの（岸大将・高野正成）（#32）
- 三橋くん（#32）
- カカロニ（栗谷・すがや）（#34・35・40 - 42 (#41・42は栗谷のみ) ）
- 天木じゅん（#34）
- 阿部なつき（#36）
- きょん（コットン）（#36）
- かなで（3時のヒロイン）（#36・41）
- ゆみちぃ（#36）
- りな・ゆうか（共に「上野club蓮」勤務のキャバクラ店員）（#36・38）
- ZAZY（#37）
- ゆめっち（3時のヒロイン）（#41）
- 池田直人（レインボー）（#43）

ナレーター
- 仁科健吾（テレビ朝日アナウンサー）（M#1）
- 布施宏倖（テレビ朝日アナウンサー）（M#2 - 4、#1 - 4・6・7・9 - 12・SP#1・#13 - 29・31・32・34 - 36・38 - [注 1]）
- 大槻丈一郎（#5・33・37）
- 武隈光希（テレビ朝日アナウンサー）（#30）
- 小林千紘（#30）

## 放送リスト

### バラバラマンスリー版（月曜深夜時代）

#### 2024年（令和6年）
| 回 | 放送日   | サブタイトル                           | 公式動画 | 出典          |
| -- | -------- | -------------------------------------- | -------- | ------------- |
| 1  | 06月04日 | キャバクラ嬢になる                     | [ 動 2 ] | [ 13 ]        |
| 2  | 06月11日 | 自宅初潜入！ミニスカポリスでおもてなし | [ 動 3 ] | [ 14 ]        |
| 3  | 06月18日 | 夜の恋愛事情を暴露                     | [ 動 4 ] | [ 15 ]        |
| 4  | 06月25日 | 渋谷でガチナンパ                       | [ 動 5 ] | [ 16 ] [ 17 ] |

### レギュラー版（水曜深夜時代）
※括弧内はバラバラマンスリー版からの通算回数。

#### 2024年（令和6年）
| 回      | 放送日   | サブタイトル                                    | 公式動画  | 出典                 |
| ------- | -------- | ----------------------------------------------- | --------- | -------------------- |
| 1 (5)   | 10月03日 | 森香澄ビールの売り子で悩殺！                    | [ 動 6 ]  | [ 18 ] [ 19 ] [ 20 ] |
| 2 (6)   | 10月10日 | 恥ずかし初メイド！萌えコスで悶絶おまじない      | [ 動 7 ]  | [ 21 ] [ 22 ]        |
| 3 (7)   | 10月17日 | 居酒屋でひとり呑みのはずが…                     | [ 動 8 ]  | [ 23 ] [ 24 ]        |
| 4 (8)   | 10月24日 | 森香澄、不倫に切り込む【2050年ニュース】        | [ 動 9 ]  | [ 25 ] [ 26 ]        |
| 5 (9)   | 10月31日 | 森香澄 ひょうろくにドSダンスレッスン            | [ 動 10 ] | [ 27 ] [ 28 ]        |
| 6 (10)  | 11月07日 | 「私って顔だけ？」森香澄 禁断質問に戦闘モード！ | [ 動 11 ] | [ 29 ] [ 30 ]        |
| 7 (11)  | 11月14日 | 森香澄の幼少期に一体何が…                       | [ 動 12 ] | [ 31 ]               |
| 8 (12)  | 11月21日 | 森香澄を隠し撮りすると男性に…                   | [ 動 13 ] | [ 32 ] [ 33 ]        |
| 9 (13)  | 11月28日 | 【歌舞伎町バイト】森香澄が大胆サービスで誘惑    | [ 動 14 ] | [ 34 ] [ 35 ]        |
| 10 (14) | 12月05日 | 森香澄、男性はキスしてありか決めたい            | [ 動 15 ] | [ 36 ] [ 37 ]        |
| 11 (15) | 12月12日 | 酔っ払いVS森香澄【居酒屋バイト密着】            | [ 動 16 ] | [ 38 ] [ 39 ]        |
| 12 (16) | 12月19日 | 香澄サンタが魅惑のティッシュ配り                | [ 動 17 ] | [ 40 ] [ 41 ]        |

#### 2025年（令和7年）
| 回       | 放送日   | サブタイトル | 公式動画  | 出典            |
| -------- | -------- | --- | --------- | --------------- |
| SP1 (17) | 01月01日 | 共演女優が森香澄に辛辣苦言！言葉失う                                                                                | [ 動 18 ] | [ 42 ] [ 43 ]   |
| 13 (18)  | 01月09日 | 【美女乱入】森香澄×しんいち本気ドライブデートのはずが…                                                              | [ 動 19 ] | [ 44 ] [ 45 ]   |
| 14 (19)  | 01月16日 | 森香澄の厳しい言葉責めでザ・マミィ酒井悶絶                                                                          | [ 動 20 ] | [ 46 ] [ 47 ]   |
| 15 (20)  | 01月23日 | 見取り図盛山の電話番号流出など未公開映像を大放出！                                                                  | [ 動 21 ] | [ 48 ] [ 49 ]   |
| 16 (21)  | 01月30日 | 東ブクロのベッドで生々しい女性の痕跡発見                                                                            | [ 動 22 ] | [ 50 ] [ 51 ]   |
| 17 (22)  | 02月06日 | 森香澄、既婚男性Sの妻に嫉妬＆田中美久を口説いた芸人M                                                                | [ 動 23 ] | [ 52 ] [ 53 ]   |
| 18 (23)  | 02月13日 | 足は臭いが部屋の匂いは…買い物から私生活が丸裸に                                                                     | [ 動 24 ] | [ 54 ] [ 55 ]   |
| 19 (24)  | 02月20日 | 森香澄が伝授！自然な夜の誘い方…必勝デート塾で金言が連発！                                                           | [ 動 25 ] | [ 56 ] [ 57 ]   |
| 20 (25)  | 02月27日 | 初体験♡1人ではいきづらいけど…興奮！森香澄の意外な生態                                                               | [ 動 26 ] |                 |
| 21 (26)  | 03月06日 | 2人っきりのデートのはずが…                                                                                          | [ 動 27 ] | [ 58 ] [ 59 ]   |
| 22 (27)  | 03月13日 | セクシー女優からモテる芸人Mのスゴさを森香澄が絶賛【カネと夜遊びゴシップ交換会】                                     | [ 動 28 ] | [ 60 ] [ 61 ]   |
| 23 (28)  | 03月20日 | 森香澄、歌舞伎町ホスト初体験♡イケメンを誘惑                                                                         | [ 動 29 ] | [ 62 ] [ 63 ]   |
| 24 (29)  | 03月27日 | Hカップ元保健室の先生に森香澄衝撃！張りがスゴい♡                                                                    | [ 動 30 ] | [ 64 ] [ 65 ]   |
| 25 (30)  | 04月03日 | 【痛快】クロちゃんの腐った心理を森香澄が一撃で見抜く！ヤバいデートプラン前半戦                                      | [ 動 31 ] | [ 66 ] [ 67 ]   |
| 26 (31)  | 04月10日 | 【悪質注意！】女性を土地勘のない場所で…クロちゃんのお持ち帰り技にドン引き「正気ですか？」                           | [ 動 32 ] | [ 68 ] [ 69 ]   |
| 27 (32)  | 04月17日 | 【悩殺】3児の母、大胆露出＆セクシーポーズでマユリカ中谷悶絶！検証：出会って何秒でエロって言う？                     | [ 動 33 ] | [ 70 ] [ 71 ]   |
| 28 (33)  | 04月24日 | 【絶叫と興奮】東ブクロ、ゆきぽよのベッドで腰を振る♡                                                                 | [ 動 34 ] | [ 72 ] [ 73 ]   |
| 29 (34)  | 05月01日 | 【揺れ弾む】東ブクロ、ギャルのベッドで大暴れ！                                                                      |           | [ 74 ] [ 75 ]   |
| 30 (35)  | 05月08日 | 【禁断】バキ童ぐんぴぃ、元乃木坂女優の恥部に大興奮♡「毛が多め…／アイドルの秘密…／これだから人生は面白い!!!!」       | [ 動 35 ] | [ 76 ] [ 77 ]   |
| 31 (36)  | 05月15日 | 【絶叫と興奮】しんいちの寝室で風吹ケイが大胆バニーガールにお着替え                                                  | [ 動 36 ] | [ 78 ] [ 79 ]   |
| 32 (37)  | 05月22日 | 【大胆露出】地面師女優、刺激が強すぎるセクシーポーズで高野悶絶！検証：出会って何秒でエロって言う？                  | [ 動 37 ] | [ 80 ] [ 81 ]   |
| 33 (38)  | 05月29日 | 【共演者と禁断の…】森香澄なら遠隔操作でDenを口説ける？                                                              | [ 動 38 ] | [ 82 ] [ 83 ]   |
| 34 (39)  | 06月05日 | 【色気がスゴい】美谷間のぞく風吹ケイに栗谷は我慢できる？                                                            | [ 動 39 ] | [ 84 ] [ 85 ]   |
| 35 (40)  | 06月12日 | 【ナマ脚大胆披露】森香澄が彼シャツで男の妄想を再現                                                                  | [ 動 40 ] | [ 86 ] [ 87 ]   |
| 36 (41)  | 06月19日 | 「タクシーで？？？を握る…」森香澄の大胆告白にキャバクラ嬢興奮「エロい」                                             | [ 動 41 ] | [ 88 ] [ 89 ]   |
| 37 (42)  | 06月26日 | 【興奮】ほろ酔い風吹ケイが超ミニ体操着で美脚大胆露出                                                                | [ 動 42 ] | [ 90 ] [ 91 ]   |
| 38 (43)  | 07月03日 | 「嘘つけない」キャバクラ嬢に大興奮♡「客と付き合った／野球選手と飲み会／複数彼氏あり」                               | [ 動 43 ] | [ 92 ] [ 93 ]   |
| 39 (44)  | 07月10日 | 森香澄が年上既婚男性Mとリアルすぎるデート「触る所によっては問題になる…」                                            | [ 動 44 ] | [ 94 ] [ 95 ]   |
| 40 (45}  | 07月17日 | 「チューしたい♡」ツンデレお姉さんに課金オプションで興奮                                                             | [ 動 45 ] | [ 96 ] [ 97 ]   |
| 41 (46)  | 07月31日 | 【恐怖】森香澄の電話番号を流出させた超絶イケメンの話                                                                | [ 動 46 ] | [ 98 ] [ 99 ]   |
| 42 (47)  | 08月07日 | 体の関係…一般人みんな浮気してる…森香澄＆田中美久が浮気の本音を語る、今1番モテる若手芸人実名告白！「確かにモテそう」 | [ 動 47 ] | [ 100 ] [ 101 ] |
| 43 (48)  | 08月14日 | 【スキャンダルの本音】森香澄の週刊誌攻略法にレインボー池田衝撃「なるほど！」「個室から付き合う前に…」               | [ 動 48 ] | [ 102 ] [ 103 ] |

## ネット局と放送時間
| 放送対象地域 | 放送局              | 系列           | 放送日時                                                    | ネット状況 | 備考    |
| ------------ | ------------------- | -------------- | ----------------------------------------------------------- | ---------- | ------- |
| 関東広域圏   | テレビ朝日（EX）    | テレビ朝日系列 | 木曜 2:34 - 2:54（水曜深夜） ↓ 木曜 2:17 - 2:36（水曜深夜） | 制作局     |         |
| 福岡県       | 九州朝日放送（KBC） | テレビ朝日系列 | 木曜 1:20 - 1:42（水曜深夜）                                | 遅れネット | [ 104 ] |

## エンディングテーマ曲
2024年
- アルステイク「ふたりの季節」（10月度）[105]
- 中村さんそ「あたしに決めて」（11月度）[106]
- 武藤彩未「サーフサイド・メモリー」（12月度）[107]

2025年
- 前田有加里「Emit!」（1月度）[108]
- 山口大貴「証 -shirushi- 」（2月度）[109]
- 松田今宵「ヴィンテージカー」（3月度）[110]
- 月追う彼方「beginning」（4月度）[111]
- Offshore「Caprice」（5月度）[112]
- オカシリゾート「あまあまあいうぉんちゅー」（6月度）[113]
- HIGH SPIRITS「おーだーめいど」（7月度）[114]
- OwL「Endless Freedom」（8月度）[115]

## スタッフ

### レギュラー版のスタッフ
- 構成：渡辺佑欣
- 美術進行：亀井直子、野口香織【週替わり】
- 編集：坪野洋季
- MA：大江拓也、直江泰輔、ウォッシャム賢人、姥谷充浩、多勢捺映、岩倉省吾、神山絢香、村上敏之、井坂拓人、樋口健人、川原崎智史、柳佳穂、牧野友樹、髙木日菜子、角晃平【週替わり】
- 音効：林正貴
- 編成：清水正太郎（2025年8月14日 - ）
- 宣伝：津久井美樹
- ヘアメイク：瀬田睦希、水野花菜【週替わり】
- スタイリスト：大山諒子、稲葉有理奈【週替わり】
- デスク：北谷みづき
- 技術協力：ヌーベルアージュ【毎週】、ARKS、TORIDE【週替わり】
- 制作協力：D:COMPLEX[注 3]
- AP：加藤綾花
- 制作スタッフ：滝澤祐希、最上光
- ディレクター：金山将世、品田尚孝、藤本翔弥、山下恵、山下留奈、勝部大輝【週替わり】
- 演出：細田翔太郎[116]
- プロデューサー：山本文隆、山口大輔（D:COMPLEX）
- ゼネラルプロデューサー：丹羽敦子（2025年7月17日 - ）
- 制作：テレビ朝日ビジネスソリューション本部 編成局 第2制作部
- 制作著作：テレビ朝日

#### 過去のスタッフ（レギュラー版）
- カメラ：荒木哲志（#1 - 8）
- 音声：奈良岡純一（#1・6 - 8）、田原裕太（#2 - 4）、田中真穂（#5）
- 編成：米川宝（ - 2025年8月7日）
- ヘアメイク：白石真弓（#10 - 12・SP#1・#14）、室橋佑紀（#21・23・24）
- 協力：ファミリーロマンス（#14）
- 制作スタッフ：後藤あかり（#1 - 12・SP#1・#13 - 20）、増谷直之、藤田千秋（増谷・藤田→共に#1 - 4）、中沢瑛麗セレステ（#15 - 29）
- ディレクター：岩城渚（#1 - 12・SP#1・#13 - 24）、出口優一（#1 - 4・21）、増井政憲（#9）、荻原卓也（#10 - 12）、川戸涼平（#13・16 - 20・30・31）、田村雄哉（D:COMPLEX、#25・26）
- ゼネラルプロデューサー：久保信広（ - 2025年7月10日）

### バラバラマンスリー版のスタッフ
- 構成：渡辺佑欣
- カメラ：荒木哲志
- 音声：田原裕太
- 美術進行：亀井直子
- 編集：武井大彰
- MA：加藤陽子（M#1・2）、安次富偲（M#3）、荒巻茉尋（M#4）
- 音効：林正貴
- 編成：米川宝
- 宣伝：寿崎和臣
- ヘアメイク：瀬田睦希
- スタイリスト：大山諒子
- デスク：北谷みづき
- 協力：ALGOMATIC（M#3）
- 技術協力：ARKS、TSP-WARP
- 制作協力：D:COMPLEX[注 3]
- 制作スタッフ：滝澤祐希、神邊美海、松本唯奈、松岡美希
- AP：加藤綾花
- ディレクター：金山将世、岩城渚
- 演出：細田翔太郎[116]
- プロデューサー：山本文隆、山口大輔（D:COMPLEX）
- ゼネラルプロデューサー：久保信広
- 制作：テレビ朝日ビジネスソリューション本部 編成局 第2制作部
- 制作著作：テレビ朝日